# Lee McCulloch
Lee Henry McCulloch, född 14 maj 1978 i Bellshill, är en skotsk fotbollsspelare som spelar för skotska Motherwell i Scottish Premiership.
Den 2 december 2006 gjorde McCulloch självmål i en match mellan Wigan Athletic och Liverpool. Liverpool vann matchen med 4–0.